# Fasciospongia euplectelloides
Fasciospongia euplectelloides är en svampdjursart som beskrevs av Jörn Hentschel 1912. Fasciospongia euplectelloides ingår i släktet Fasciospongia och familjen Thorectidae.
Artens utbredningsområde är havet kring Indonesien. Inga underarter finns listade i Catalogue of Life.